# Leontine Paulmann
Leontine Paulmann, verheiratete Leontine Benedix (* 24. Dezember 1836 in Riga; † 1914) war eine deutsche Kinderdarstellerin und Theaterschauspielerin.

## Leben
Die Tochter des Schauspielerehepaars Julius Paulmann und der Hulda Emilie Klotz begann 1850 in Kinderrollen am Burgtheater, wurde auch in jugendlichen Mädchenrollen verwendet, schied jedoch 1857 aus dem Verband der Hofbühne und nahm Engagement am Hoftheater in Braunschweig; dann kam sie nach Leipzig, Graz, Altenburg und an das Hoftheater in Weimar, worauf sie sich von der Bühne gänzlich zurückzog.
Verheiratet war sie ab 1860 mit Roderich Benedix. Aus dieser Ehe stammt ihr Sohn Walter Benedix. Ihre Schwester war Therese Paulmann, ihr Onkel August Paulmann (1827–1885) und ihr Großvater Carl Ludwig Paulmann. Hugo Benedix, lediglich zwei Jahre jünger als sie, wurde damit ihr Stiefsohn.